# Nordöstlicher Verwaltungsbezirk (Moskau)
Der Nordöstliche Verwaltungsbezirk (russisch Северо-Восточный административный округ/ Sewero-wostotschny administratiwny okrug) ist einer der zwölf Verwaltungsbezirke der russischen Hauptstadt Moskau.

## Lage
Der Nordöstliche Verwaltungsbezirk befindet sich am nordöstlichen Rande des Stadtgebietes von Moskau. Er grenzt an den Zentralen, den Nördlichen und den Östlichen Verwaltungsbezirk.

## Beschreibung
Der Nordöstliche Verwaltungsbezirk enthält 17 Stadtteile. Im Verwaltungsgebiet leben mehr als eine Million Menschen.

## Ausgewählte Sehenswürdigkeiten
- Allrussisches Ausstellungszentrum
- Aquädukt in Rostokino
- Botanischer Garten
- Fernsehturm Ostankino
- Kryptografie-Museum
- Megamall „Solotoi Wawilon Rostokino“
- Monorail Moskau
- Museum der Moskauer Eisenbahn
- Nationalpark Lossiny Ostrow („Elchinsel“)

## Stadtteile im Nordöstlichen Verwaltungsbezirk
- Alexejewski
- Altufjewski
- Babuschkinski
- Bibirewo
- Butyrski
- Jaroslawski
- Juschnoje Medwedkowo
- Lianosowo
- Lossinoostrowski
- Marfino
- Marjina Roschtscha
- Ostankinski
- Otradnoje
- Rostokino
- Sewernoje Medwedkowo
- Sewerny
- Swiblowo